# خليج سان بيدرو

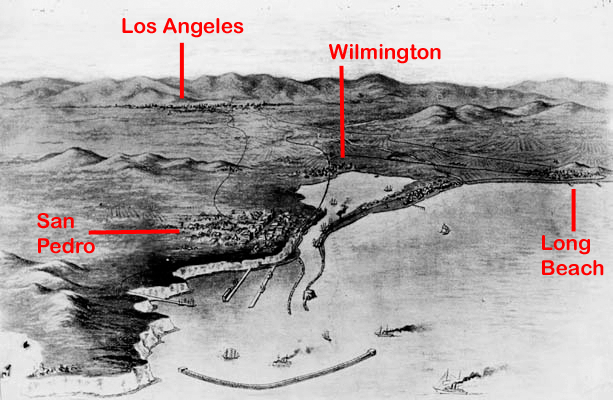

خليج سان بيدرو هو خليج يقع في جنوب كاليفورنيا في المحيط الهادي وهو موقع ميناء لوس انجلوس وميناء لونغ بيتش الذان يشكلان خامس أكبر مركب موانئ في العالم بعد كل من موانئ: شانغهاي وسنغافورة وهونغ كونغ وشينزين.
و يحتوي الخليج على جزر صغيرة منها جزيرة ترمينال ايلند شبه الصناعية وجزر أخرى طبيعية سميت بأسماء رواد فضاء أمريكيين تيمناً بهم وهم : 
- تيودور فريمان
- فيرجيل جريسوم
- إدوارد وايت
- روجر شافي